# Ziemia Kujawska (czasopismo naukowe)
Ziemia Kujawska – czasopismo naukowe poświęcone dziejom Kujaw. Utworzone w Inowrocławiu w 1963. Redaktorem naczelnym jest Tomasz Łaszkiewicz. Wydawcą jest Polskie Towarzystwo Historyczne Oddziały w Inowrocławiu i Włocławku. W latach 1963–2008 redaktorem naczelnym był Marian Biskup.

## Układ czasopisma
Artykuły

Źródła i materiały

Dyskusje i polemiki

Miscellanea

Recenzje

Życie naukowe i kulturalne Kujaw

Bibliografia

Nekrologi